# Wadim Scharafidinowitsch Mussajew
Wadim Scharafidinowitsch Mussajew (russisch Вадим Шарафидинович Мусаев; * 3. November 1993 in Machatschkala) ist ein russischer Boxer. Er gewann eine Silbermedaille im Halbmittelgewicht bei den Weltmeisterschaften 2021 in Belgrad.

## Karriere
Nachdem er auch bei den Erwachsenen den russischen Meistertitel im Halbmittelgewicht gewonnen hatte, wurde er bei den Weltmeisterschaften 2021 in Belgrad eingesetzt. Im Finale verlor er gegen Jurij Sacharjejew.